# 今 ここにいる
「今 ここにいる」は、2014年2月12日、ビーイングから発売された新山詩織4枚目のシングル。

## 解説
h-wonderが作曲を担当。初回盤のみ表題曲を収録したDVD付き。スキージャンプ選手の高梨沙羅が出演しているクラレのコマーシャル・ソング。新山は表題曲について「ジャンプをする瞬間の映像をみたときは、本当に感動でした。同世代の女の子が今、とてつもなく大きな瞬間に立っている。私なりに高梨沙羅さんの気持ちになって書いてみました。」とコメントしている。
カップリングはThe Birthday「ピアノ」のカバー。ボーカル・ギターのチバユウスケを好きなアーティストにするほど、このバンドのファンであることから、ボーカル録りにはこれまで以上の気合いをみせて、ワンテイクで完了したという。。

## 批評
CDジャーナルは「卒業を間近に控えた心境を歌ったような旅立ちがテーマのタイトル曲のほか、揺れ動く10代の気持ちを繊細な言葉と素直なメロディで綴った歌は、瑞々しい輝きに満ちている」と評した。

## 収録曲
全曲 編曲：笹路正徳
1. 今 ここにいる
作詞：新山詩織　作曲：h-wonder
2. ピアノ
作詞：チバユウスケ　作曲：The Birthday
3. 今 ここにいる (instrumental)

## レコーディング参加
- 新山詩織 - ボーカル、アコースティックギター
  - 土方隆行 - ギター(#1)
  - 美久月千晴 - ベース
  - 河村“カースケ”智康 - ドラム
  - 笹路正徳 - キーボード、ギター
  - 篠崎正嗣ストリングス - ストリングスセクション(#1)